# NGC 2289
NGC 2289 is een lensvormig sterrenstelsel in het sterrenbeeld Tweelingen. Het hemelobject werd op 4 februari 1793 ontdekt door de Duits-Britse astronoom William Herschel.

## Synoniemen
- UGC 3560
- MCG 6-15-10
- ZWG 175.18
- NPM1G +33.0089
- PGC 19716